# Франсоа Озон
Франсоа̀ Озо̀н (на френски: François Ozon) е френски режисьор. 

## Биография
Той е автор на голям брой късометражни филми. Първият му пълнометражен филм „Ситком“ е представен на Фестивала в Кан през 1998 г. в официалната селекция на Международната седмица на критиката. Неговият филм „Ангел“ е номиниран за наградата Златна мечка на Берлинския международен кинофестивал през 2007 г. Печели награда Люмиер за най-добър режсьор за филма „Осем жени“ през 2002 г. Озон е открито гей.

## Филмография

### Пълнометражни филми
- 1998: Les Amants criminels („Престъпни любовници“)
- 1998: Sitcom („Ситком“)
- 1999: Gouttes d'eau sur pierres brûlantes („Капки вода върху пламтящите камъни“)
- 2000: Sous le sable („Под пясъка“)
- 2001: 8 Femmes („8 жени“)
- 2003: Swimming Pool („Басейнът“)
- 2004: 5×2 („5×2“)
- 2005: Le Temps qui reste („Време за раздяла“)
- 2006: Angel („Ангел“)
- 2009: Ricky („Рики“)
- 2009: Le Refuge („Убежището“)
- 2010: Potiche („Трофейна съпруга“)
- 2012:  Dans la maison („В къщата“)
- 2016:  Frantz („Франц“)
- 2017:  L'amant double („Двойният любовник“)

### Късометражни филми
- 1988: Les Doigts dans le Ventre
- 1988: Photo de Famille
- 1990: Mes Parents un Jour D'été
- 1991: Deux plus un
- 1991: Le Trou madame
- 1991: Peau contre peau (les risques inutiles)
- 1991: Une goutte de sang
- 1992: Thomas reconstitué
- 1993: Victor
- 1994: Action vérité (Акция Истина)
- 1994: Une rose entre nous
- 1995: La Petite Mort (Малката смърт)
- 1996: Une robe d'été (Лятна рокля)
- 1997: Regarde la mer
- 1997: Scènes de lit
- 1998: X2000
- 2006: Un lever de rideau